# Diócesis de Ootacamund
La diócesis de Ootacamund (en latín: Dioecesis Ootacamundensis, en inglés: Roman Catholic Diocese of Ootacamund y en tamil: உதகமண்டலம் மறைமாவட்டம்) es una circunscripción eclesiástica de la Iglesia católica en India. Se trata de una diócesis latina, sufragánea de la arquidiócesis de Madrás y Meliapor. Desde el 30 de junio de 2006 su obispo es Arulappan Amalraj.

## Territorio y organización
La diócesis tiene 7312 km² y extiende su jurisdicción sobre los fieles católicos de rito latino residentes en el estado de Tamil Nadu en el distrito de Nilgiris y la parte del distrito de Erode situada al norte del río Bhavani.
La sede de la diócesis se encuentra en la ciudad de Udhagamandalam (también llamada Ooty u Ootacamund), en donde se halla la Catedral del Sagrado Corazón.
En 2021 en la diócesis existían 66 parroquias.

## Historia
La diócesis fue erigida el 3 de julio de 1955 con la bula Nuntiatur in psalmis del papa Pío XII, tomando el territorio de la diócesis de Mysore.

## Estadísticas
Según el Anuario Pontificio 2022 la diócesis tenía a fines de 2021 un total de 116 250 fieles bautizados.
| Año                                                                             | Población            | Población | Población      | Sacerdotes | Sacerdotes    | Sacerdotes    | Bautizados por sacerdote | Diáconos permanentes | Religiosos | Religiosos | Parroquias |
| Año                                                                             | Bautizados católicos | Total     | % de católicos | Total      | Clero secular | Clero regular | Bautizados por sacerdote | Diáconos permanentes | Varones    | Mujeres    | Parroquias |
| ------------------------------------------------------------------------------- | -------------------- | --------- | -------------- | ---------- | ------------- | ------------- | ------------------------ | -------------------- | ---------- | ---------- | ---------- |
| 1970                                                                            | 46 892               | 970 000   | 4.8            | 65         | 52            | 13            | 721                      |                      | 30         | 350        | 57         |
| 1980                                                                            | 57 600               | 1 047 000 | 5.5            | 76         | 59            | 17            | 757                      |                      | 82         | 510        | 40         |
| 1990                                                                            | 71 250               | 1 160 000 | 6.1            | 101        | 79            | 22            | 705                      |                      | 72         | 555        | 53         |
| 1999                                                                            | 84 000               | 1 450 000 | 5.8            | 116        | 94            | 22            | 724                      |                      | 74         | 556        | 57         |
| 2000                                                                            | 84 833               | 1 460 000 | 5.8            | 114        | 92            | 22            | 744                      |                      | 65         | 560        | 57         |
| 2001                                                                            | 85 000               | 1 461 000 | 5.8            | 115        | 93            | 22            | 739                      |                      | 60         | 550        | 57         |
| 2002                                                                            | 84 900               | 1 461 000 | 5.8            | 114        | 90            | 24            | 744                      |                      | 86         | 550        | 57         |
| 2003                                                                            | 84 000               | 1 464 000 | 5.7            | 115        | 91            | 24            | 730                      |                      | 74         | 552        | 57         |
| 2004                                                                            | 84 600               | 1 461 000 | 5.8            | 117        | 92            | 25            | 723                      |                      | 73         | 552        | 59         |
| 2013                                                                            | 88 242               | 2 060 234 | 4.3            | 126        | 107           | 19            | 700                      |                      | 77         | 528        | 62         |
| 2016                                                                            | 109 763              | 2 274 321 | 4.8            | 139        | 105           | 34            | 789                      |                      | 90         | 518        | 64         |
| 2019                                                                            | 113 900              | 2 360 035 | 4.8            | 146        | 113           | 33            | 780                      |                      | 84         | 518        | 74         |
| 2021                                                                            | 116 250              | 2 408 850 | 4.8            | 143        | 111           | 32            | 812                      |                      | 113        | 518        | 66         |
| Fuente: Catholic-Hierarchy, que a su vez toma los datos del Anuario Pontificio. |                      |           |                |            |               |               |                          |                      |            |            |            |

## Episcopologio
- Antony Padiyara † (3 de julio de 1955-14 de junio de 1970 nombrado archieparca de Changanacherry)
- Packiam Arokiaswamy † (16 de enero de 1971-6 de diciembre de 1971 nombrado arzobispo de Bangalore)
  - Sede vacante (1971-1973)
- James Masilamony Arul Das † (21 de diciembre de 1973-11 de mayo de 1994 nombrado arzobispo de Madrás y Meliapor)
  - Sede vacante (1994-1997)
- Antony Anandarayar † (2 de enero de 1997-10 de junio de 2004 nombrado arzobispo de Pondicherry y Cuddalore)
  - Sede vacante (2004-2006)
- Arulappan Amalraj, desde el 30 de junio de 2006